# Anchusella variegata
Anchusella variegata är en strävbladig växtart som först beskrevs av Carl von Linné, och fick sitt nu gällande namn av M. Bigazzi, E. Nardi och R Selvi. Anchusella variegata ingår i släktet Anchusella och familjen strävbladiga växter. Inga underarter finns listade i Catalogue of Life.

## Bildgalleri

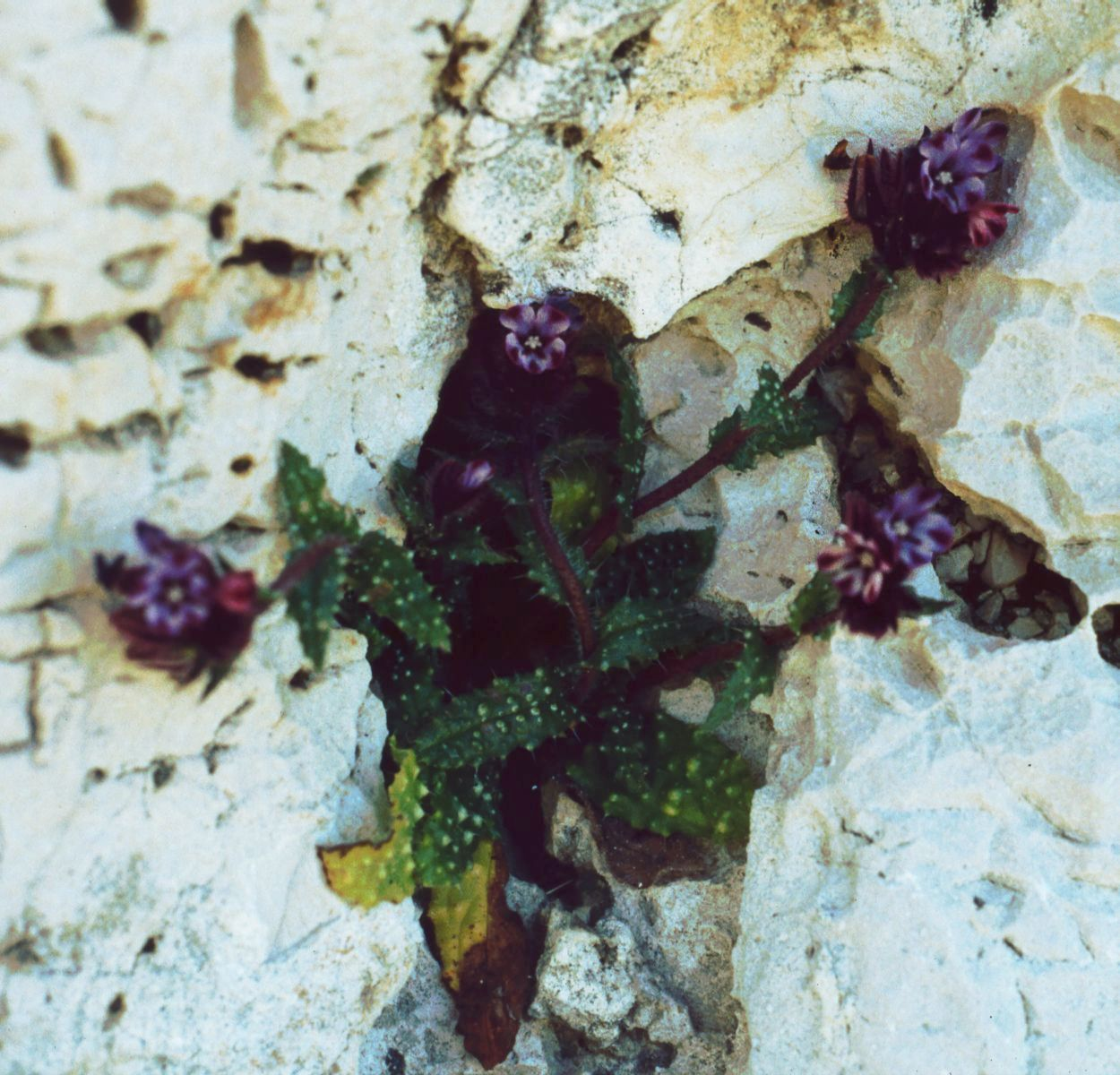